# Yves Guérin-Sérac
Yves Félix Marie Guillou, plus connu sous le nom d' Yves Guillou, Yves Guérin-Sérac, (alias Jean-Robert de Guernadec, alias Ralf), né le 2 décembre 1926 à Ploubezre (Côtes-d'Armor) et mort le 9 mars 2022 au Revest-les-Eaux (Var), est un militaire puis activiste anti-communiste français, animateur de la fausse agence de presse Aginter Press, hébergé par le Portugal de Salazar.
Alors officier de l'armée française, il avait pris part à la guerre d'Indochine (1946-54), la guerre de Corée (1950-53) et la guerre d'Algérie (1954-62). Durant cette dernière, Yves Guérin-Sérac fut membre de la 11e Demi-Brigade parachutiste de choc (« 11e choc »), bras armé du service action du SDECE. Ayant rejoint l'OAS, il se réfugie après les accords d'Évian en Espagne, où Franco l'engage pour combattre l'opposition. Il partit ensuite pour le Portugal de Salazar.

## Officier dans l'armée française (1947-1962)

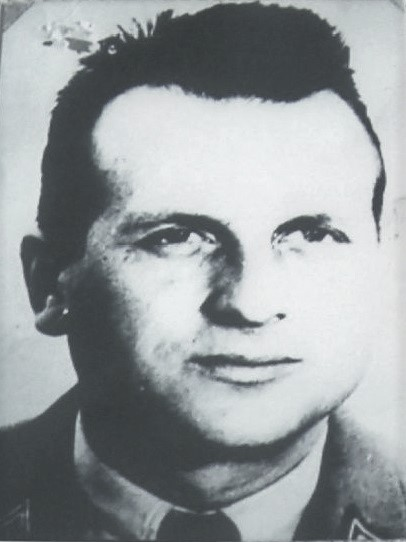
Yves Guillou, alias Yves Guérin-Sérac, durant la guerre d'Algérie.

Yves Guérin-Sérac est incorporé pour le service militaire le 11 mars 1947. Du 24 novembre 1947 au 14 février 1948, il suit une formation d'élève-officier de réserve à l'école militaire de Cherchell (Algérie) puis le cours d'officier de réserve à l'EAABC de Saumur du 23 février 1948 au 26 mai 1948. Il est promu au grade d'aspirant le 1er juin de la même année.
Il est nommé chef de peloton au 2e RSA (Régiment de spahis algériens) à compter du 31 mai 1948. Promu sous-lieutenant de réserve le 1er décembre 1949, il se porte volontaire quelques mois plus tard pour combattre en Corée.

### La guerre de Corée
Devenu officier de réserve en situation d'activité (ORSA) à partir du 25 août 1951, il arrive en Corée le 26 décembre 1951. Il est nommé le 4 janvier 1952 à la tête de la 3e section de la 3e compagnie du Bataillon français de Corée.
Il est cité à l'ordre du corps d'armée et décoré de la Croix de Guerre des Théâtres d'opérations extérieures pour sa bravoure lors des combats de janvier et février 1952.
Lors des combats du 24 avril 1952, il est blessé par des éclats de grenade, ce qui lui vaut une seconde citation à l'ordre du corps d'armée.
Il est de nouveau cité à l'ordre de la division pour son action lors des combats de juillet et août 1952. C'est sa troisième citation. À la même occasion, il est décoré de la Silver Star américaine.
Le 13 septembre 1952, il reçoit en récompense le Combat Infantryman Badge, décerné par l'armée américaine.
Du 6 au 10 octobre 1952, le bataillon français participe à la bataille pour défendre Arrow Head Hill, ce qu'il fait au prix de lourdes pertes. Pour sa bravoure lors de cette action, Guérin-Sérac est décoré de la Bronze Star américaine. Pour les mêmes faits, il reçoit également une quatrième citation à l'ordre de l'armée (une palme).
Guérin-Sérac est promu lieutenant de réserve en situation d'activité (ORSA) le 16 octobre 1952, avant d'être blessé une seconde fois par des éclats d'obus de mortier le 20 octobre 1952.
La guerre de Corée se termine en juillet 1953 tandis qu'Yves Guillou a été rapatrié en France. Il obtient son brevet parachutiste à Pau le 3 septembre 1953 (brevet n° 83 504) au sein de la 1re compagnie du 18e RIPC (Régiment d'infanterie parachutiste de choc). Il est par ailleurs également breveté nageur de combat après un stage de formation sur la base navale de Saint-Mandrier près de Toulon.

### La guerre d'Indochine
Muté à la 1re compagnie du 1er BPC (Bataillon de parachutistes coloniaux) comme chef de section, il se retrouve en opération en Indochine. Il a entre temps été nommé lieutenant d'active le 25 septembre 1953.
Le 1er BPC participe à l'opération Castor en novembre 1953.
Toutefois, la compagnie de Guérin-Sérac sera la seule du bataillon qui ne sautera pas sur la cuvette de Dien Bien Phu durant le siège.
En juin 1954, le 1er BPC participe à diverses opérations dans les régions de Hadong, Tien Lu, Son Lo, Tho Lao, Gia Tuong, Co Dien, Yen Ha, Bac Ninh, Son Tay, Tourane, Qua Gian, Dong Hoi, RC1 et RP 2.
Les 23 et 24 décembre 1954, alors que la guerre d'Indochine s'est terminée le 21 juillet 1954 par les accords de paix Genève, le 1er BPC fait mouvement par air sur Saigon ou il s’installe provisoirement à Baquéo. Il restera à Thu Duc jusqu’à son rapatriement, poursuivant l’instruction.
Le lieutenant Yves Guérin-Sérac prend en janvier 1955 le commandement de la 1re compagnie du 1er BPC.
En juillet 1955, aux ordres du capitaine Ferrano, le 1er BPC embarque en unité constituée sur le paquebot Nantes et rentre en France. Le 1er BPC est ensuite dissous le 1er septembre 1955.

### La guerre d'Algérie

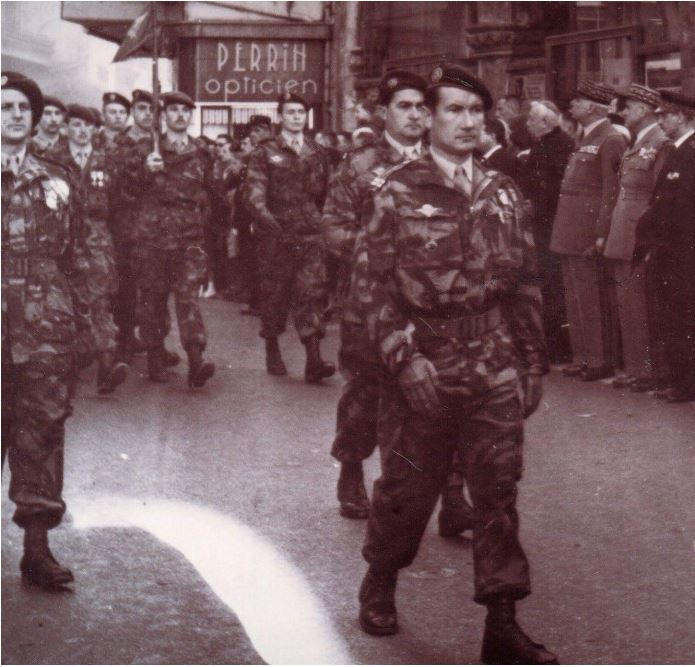
Défilé de la 11e DBPC le 11 novembre 1957. Le lieutenant Yves Guérin-Sérac est tout à gauche de la photo, visage en partie coupé.

Promu capitaine le 1er avril 1959, Yves Guérin-Sérac est alors en poste à Calvi (Corse), au sein du 1er BPC (1er Bataillon parachutiste de choc, à ne pas confondre avec le 1er Bataillon de parachutistes coloniaux), lequel fait partie de la 11e DBPC (11e Demi-Brigade Parachutiste de Choc), créée le 1er octobre 1955.
La 11e DBPC envoie en Algérie un groupement de marche (le GM-11.DBPC) dont fait partie Guérin-Sérac qui commande le 3e Commando à Oran. Le capitaine Guérin-Sérac est décoré en avril 1961 pour ses actions contre les rebelles du FLN : il reçoit la Croix de la valeur militaire avec citation à l'ordre de la division.

## L'OAS (1962-1963)
En permission en France métropolitaine du 3 au 11 février 1962, il ne rejoint pas son unité en Algérie à l'issue de sa permission. Il est déclaré déserteur le 26 février 1962. En désaccord avec la politique du général de Gaulle qui s'apprête à donner l'indépendance à l'Algérie, Yves Guérin-Sérac entre dans la clandestinité au sein de l'OAS. C'est à cette époque qu'il prend son surnom de Guérin-Sérac.
En tant que membre de l’OAS, il est condamné par contumace, en juillet 1963, à 3 ans de prison.
Après l'échec de l'OAS, Guérin-Sérac choisit de continuer la lutte et s'envole pour l'Espagne puis le Portugal en 1963.

## Chef de l'Aginter presse (1966-1974)
Selon un rapport du SDECE daté de 1974, Yves Guérin-Sérac a gagné le Portugal en 1963 grâce à des officiers portugais rencontrés durant la guerre d'Algérie, où ils s’étaient rendus pour se documenter sur les méthodes de guerre anti-subversive de l’armée française contre le FLN.
Dans un premier temps, Yves Guérin-Sérac aurait été instructeur au profit de la Légion portugaise et des unités contre-insurrectionnelles de l'armée portugaise,.

### Origines de l'Aginter presse
Par la suite, dans un rapport daté d'octobre 1963 et complété par un second rapport de février 1964, Yves Guérin-Sérac propose à la PIDE (les services de renseignement du régime de Salazar) de constituer une organisation qui mènerait une activité de renseignements contre les adversaires du Portugal, une activité d’action psychologique dans les pays étrangers, et enfin des opérations de représailles.
Ce projet finit par aboutir en septembre 1966 : Yves Guérin-Sérac créé à cet effet à Lisbonne l'Aginter presse, officiellement une agence de presse. Sous couvert d’une activité d’agence de liaison et de lutte contre la pensée communiste dans le monde, Aginter presse, qui publie des bulletins d’information, va mener en réalité des activités occultes et contre-subversives, étroitement liées aux services de renseignements occidentaux. L’Aginter presse possède en outre une branche politique clandestine, « Ordre et Tradition » également appelée OACI.
Les mercenaires recrutés par Yves Guérin-Sérac se revendiquent pour beaucoup de l'OAS, d'autres proviennent de la Waffen-SS ou sont des activistes néonazis et néofascistes européens.
Les missions de l'Aginter presse sont de trois types. Le premier consiste en une action publique d’information, basée sur des échanges avec des agences de presse étrangères anticommunistes. Le deuxième secteur vise à mener des actions de contrôle, d’information et d’espionnage. Le troisième domaine est celui de l’action armée anticommuniste.

### Le mercenariat
Aginter Presse possède une branche politique clandestine, « Ordre et Tradition », basée à Johannesburg. Celle-ci possède elle-même une branche armée secrète dénommée « Presenza Occidentale », qui étend ses ramifications en Afrique (à Salisbury, Luanda, Bissau) et en Europe (Lisbonne, Madrid, Hamburg, Vienne et Malmoe). Sa mission principale réside dans l’enrôlement de mercenaires, recrutés principalement parmi les membres d’organisations d’extrême droite ou des anciens combattants. Les centres d’entraînement aux opérations de sabotage et de guérilla sont localisés dans le sud du Portugal et en Afrique du Sud, notamment à Windhoek.

### Actions en Afrique
Dans un premier temps, l’action de l’Aginter presse – Ordre et Tradition est essentiellement tournée vers les colonies portugaises d’Outre-Mer. Selon un rapport daté de 1994 du SDCI (les services de renseignement de l'armée portugaise), « les plans des agents de l’Aginter incluaient la liquidation de dirigeants, infiltration ou interception de collaborateurs et provocateurs et utilisation de faux mouvements de libération ». Outre Yves Guérin-Sérac, le rapport du SDCI portugais identifie plusieurs des membres de l’organisation : Robert Leroy, l'un des  principaux bras droits de Guérin-Sérac, Guy d’Avezac de Castera, Jean Vallantin, Jean Guillou (frère de Guérin-Sérac), Jean-Denis Raingeard de la Bletière, Jean-Marie Laurent [dit Lafitte] et Jean Brune, etc.
Le SDCI portugais identifie par ailleurs un certain nombre de collaborateurs de l’organisation, dont l’activité fut mise à profit lors des conflits africains. Ainsi, Jacques Depret, ancien de l’OAS proche des services de renseignements français, aurait signé un accord avec Guérin-Sérac pour intervenir au Biafra en 1967, et favoriser un coup de main (raté) de Moise Tschombé au Congo (Kinshasa) en 1967. Depret aurait également tenté en 1967 de recruter des instructeurs français pour l’Angola par l’intermédiaire du mouvement d'extrême droite Occident de Paris.
Les agents de l’Aginter établirent également des relations avec la tentative de sécession du Katanga en 1967, avec les tentatives de coup d’État contre le gouvernement du Congo (Brazza) en mai 1968 et de la Guinée (Conakry).
L'une des plus importantes actions de l'Aginter fut une opération d’infiltration menée en 1968 et 1969 par Robert Leroy, bras droit de Guérin-Sérac, au sein du Front de Libération du Mozambique (FRELIMO), mouvement indépendantiste mozambicain.

### Actions en Amérique latine
Peu de documents et de témoignages existent sur les activités d'Aginter en Amérique latine. On sait néanmoins que l'agence y a été extrêmement active entre 1969 et 1974.
Des membres d'Aginter ont opéré principalement au Guatemala, pays sous dictature militaire plongé dans la guerre civile. La correspondance envoyée par les hommes de Guérin-Sérac au cours de leurs nombreux voyages en Amérique du Sud a permis de situer les pays où ces derniers avaient également très vraisemblablement opéré : Bolivie, Colombie, Venezuela, Nicaragua, Pérou, ainsi qu'au Brésil et en Argentine.  Le groupe serait aussi impliqué dans certaines phases de l'opération Condor, le plan d'élimination des opposants aux dictatures d'Amérique du Sud dans les années 1970-1980.

### Actions en Europe
Yves Guérin-Sérac est soupçonné par la justice italienne d'avoir participé à des attentats en Italie dans le cadre de la « stratégie de la tension » visant à favoriser l'avènement d'un pouvoir dictatorial. Le juge Guido Salvini (en) décrit Aginter Press comme une « structure détachable » utilisée par les services de renseignement européens et américains pour mener des opérations clandestines. 
Guérin-Sérac est en particulier soupçonné d'avoir commandité l'attentat à la bombe de la Piazza Fontana à Milan en 1969 (seize morts et 88 blessés). Le terroriste Vincenzo Vinciguerra confirmera en 2012 la participation d'Yves Guérin-Sérac à cet attentat.
Aginter Press est également soupçonné d’être impliqué dans l'attentat contre le consulat d'Algérie à Marseille en 1973.

## Après 1974

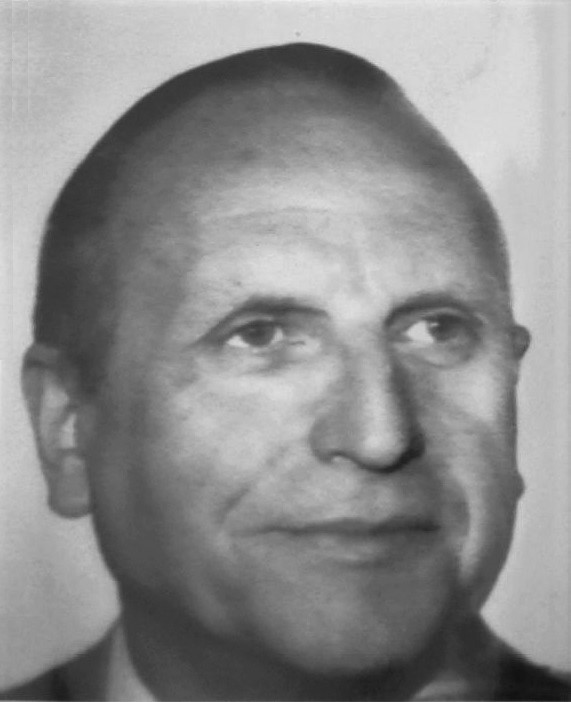
Yves Guérin-Sérac en 1996

À la suite de la « révolution des œillets », Yves Guérin-Sérac se réfugie en Espagne franquiste. Il croise alors, pendant les funérailles de Franco, le 20 novembre 1975 à Madrid, l'Italien Stefano Delle Chiaie.
Après la mort de Franco en 1975, on ignore quelles furent les activités exactes d'Yves Guérin-Sérac mais il serait parti en Amérique du Sud, avant de revenir en Espagne dans les années 1980.
Pendant ses dernières années, il fréquente des organisations mystiques templières.
Il meurt le 9 mars 2022 dans la commune du Revest-les-Eaux (Var),.

## Vie privée
Il épouse Jacqueline Gaudin le 29 septembre 1956 à Nantes. Sa femme décède à Madrid le 8 janvier 1987.

## Décorations
- Chevalier de la Légion d'honneur (27 octobre 1953)

- Croix de guerre des Théâtres d'opérations extérieurs (1 palme et 3 étoiles)

- Croix de la Valeur militaire (1 étoile)

- Médaille coloniale (agrafe Extrême-Orient)

- Médaille des blessés de guerre (2 étoiles)

- Médaille commémorative de la guerre de Corée

- Médaille commémorative de la campagne d'Indochine

- Silver Star (États-Unis)

- Bronze Star (États-Unis)
- Republic of Korea Presidential Unit Citation (Corée du Sud)

## Citations militaires
- Citation à l'ordre du corps d'armée (étoile de vermeil) avec attribution de la Croix de guerre des TOE, décision n°35 : « Jeune chef de section nouvellement arrivé au bataillon, s'est immédiatement  imposé en affirmant de véritables qualités de chef. Vient de se distinguer au cours d'une patrouille difficile le 22 janvier 1952 devant la cote 1062, région de Kumhwa (Corée), en s'approchant des positions ennemies pour en rapporter de précieux renseignements demandés par le commandant. Volontaire pour toutes les missions dangereuses, a participe à la sortie effectuée le 11 février 1952 pour dégager l'avant-poste Arsenal I situé dans la région de Paektong-Li, assailli par un ennemi particulièrement agressif. Chef de détachement de volontaires chargés d'attaquer la cote 400 au nord-ouest de Kumhwa, solidement fortifié par l'adversaire, a permis par son sang-froid, son courage et son esprit de décision la réussite d'une mission particulièrement dangereuse et délicate. »
- Citation à l'ordre du corps d'armée (étoile de vermeil) avec attribution de la Croix de guerre des TOE, décision n°31 : « S'est particulièrement distingué le 1er avril 1952 à la tête de son détachement au cours d'une patrouille profonde de nuit, dans une région inconnue située à l'intérieur du dispositif ennemi dans la région de 1062 Kumhwa (Corée). Au cours du raid mené le 24 avril 1952 contre la position ennemie du 252, village de Changuisan, Kumhwa, a été blessé alors qu'il conduit ses hommes à l'assaut d'un poste particulièrement fortifié. A réussi à faire de sa section un redoutable instrument de combat grâce à ses exceptionnelles qualités de chef et de soldat. »
- Citation à l'ordre de la division (étoile d'argent) avec attribution de la Croix de guerre des TOE : « Officier remarquable, a commandé sans répit la 3e section de la 3e compagnie de janvier à août 1952, tant sur le front de Kumhwa que celui de Ch'Orwon. A assuré du 16 au 18 juillet la mise en état fortifié d'une position pratiquement inexistante située dans la région d'Inmong-Myon, secteur de T-Bone, ouest de Ch'Orwon. A fait de cet avant-poste une forteresse imprenable, dominant ses hommes de son énergie et de son enthousiasme, malgré les violents bombardements auxquels son unité était soumise. Chargé du 4 au 13 août 1952 de la défense d'un avant-poste situé sur la  cote 191, et particulièrement exposé aux efforts de l'infanterie et de l'artillerie ennemies, a, malgré l'intensité des feux ennemis, grâce à un magnifique travail de fortification, limité au minimum les pertes de sa section ».
- Citation à l'ordre de l'armée (palme de bronze) avec attribution de la Croix de guerre des TOE :  « Chef de section magnifique entraîneur d'hommes, vient de s'affirmer d'une façon extrêmement brillante au cours des combats sur la cote 281 du 6 au 20 octobre dans la région de Ch'Orwon en Corée. Désigné avec sa section pour intervenir en plein combat au profit de la 1re compagnie de fusiliers voltigeurs très durement engagée et dans une situation presque désespérée, a traversé d'un seul élan un écrasant tir d'artillerie pour rejoindre au plus vite la tranchée enjeu  de la bataille. Arrivé quelques minutes avant la première vague d'assaut et immédiatement isolé par le bombardement, a organisé avec acharnement sur sa position bouleversée par les tirs massifs de l'artillerie ennemie, une défense efficace et meurtrière contre un ennemi mordant et fanatique doté de très puissants moyens. Après une nuit de combats, a récupéré un armement important  . A l'extrême limite de la fatigue, a été volontaire pour contre-attaquer et rechercher les corps amis sur les avant-postes provisoirement abandonnés. Se dépensant sans compter et sans souci de sa propre sécurité pour accomplir les missions difficiles, a été blessé à son poste de combat le 20 octobre 1952 et évacué. Exemple de conscience, de simplicité dans l'exercice de son rôle de chef de guerre, et de courage. »
- Citation à l'ordre de la division (étoile d'argent) avec attribution de la Croix de la Valeur militaire : « Chef de Commando audacieux et d'un sang-froid à toute épreuve qui s'est distingué à plusieurs reprises au cours d'opérations de débarquement de nuit. Dans la nuit du 16 au 17 avril 1961, après avoir exécuté une mise à terre dans des conditions techniques et tactiques particulièrement délicates, à la tête d'un groupe léger, surprit un élément rebelle au bivouac, abattant trois rebelles, récupérant un fusil, deux pistolets mitrailleurs et des documents importants. Grâce au soin apporté à la préparation de l'opération et à la rapidité de l'exécution, a obtenu ce résultat sans perte ».